# Gluck (cràter)
Gluck és un cràter d'impacte en el planeta Mercuri de 100 km de diàmetre. Porta el nom del compositor alemany Christoph Willibald Gluck (1714-1787), i el seu nom va ser aprovat per la Unió Astronòmica Internacional el 1979.